# Babka gymnotrachelus
Babka gymnotrachelus és una espècie de peix de la família dels gòbids i de l'ordre dels perciformes.

## Morfologia
Els mascles poden assolir els 16,2 cm de longitud total.

## Distribució geogràfica
Es troba a la mar Negra, Mar d'Azov i Mar Càspia.